# روجر دي سلرنو

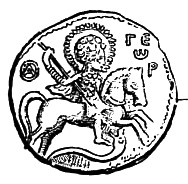

روجر دي سالرنو (أو روجر الحاكم) (توفي في 28 يونيو 1119) كان وصيًا على إمارة أنطاكية فترة 1112م إلى 1119م. وهو ابن ريتشارد الحاكم وابن أخت تانكرد المشاركين في الحملة الصليبية الأولى. أصبح وصيًا على أنطاكية عندما توفي تانكرد عام 1112 (الأمير الفعلي)، حيث كان بوهيموند الثاني لا يزال طفلاً. كان روجر دائمًا في حالة حرب مع الدول الإسلامية المجاورة، وفي عام 1114، حدث زلزال دمر العديد من تحصينات الإمارة، وحرص روجر على إعادة بنائها، خاصة تلك القريبة من الحدود.
هزم روجر برسق بن برسق (أمير همدان) عام 1115 في معركة سرمين. مع جوسلين الأول كونت الرها، ومارس روجر ضغطًا عسكريًا كافيًا على حلب بحيث تحالفت المدينة مع أمير الدولة الأرتقية إلغازي عام 1118. غزا إيلغازي الإمارة عام 1119، وفي معركة ساحة الدم هزم الجيش الصليبي، وقتل قائدهم، غنمت قوات إلغازي الأراضي المحيطة ولم تهاجم أنطاكية نفسها. وتولى بالدوين الثاني وصاية الإمارة.
يُعرف روجر أيضًا في تاريخ النقود بسلسلة العملات المعدنية الفريدة التي تم سكها خلال فترة حكمه. على الرغم من حكمه لأقل من سبع سنوات ، كان لديه نوعان مختلفان من العملات المعدنية ، تم سكها باسمه في أنطاكية.

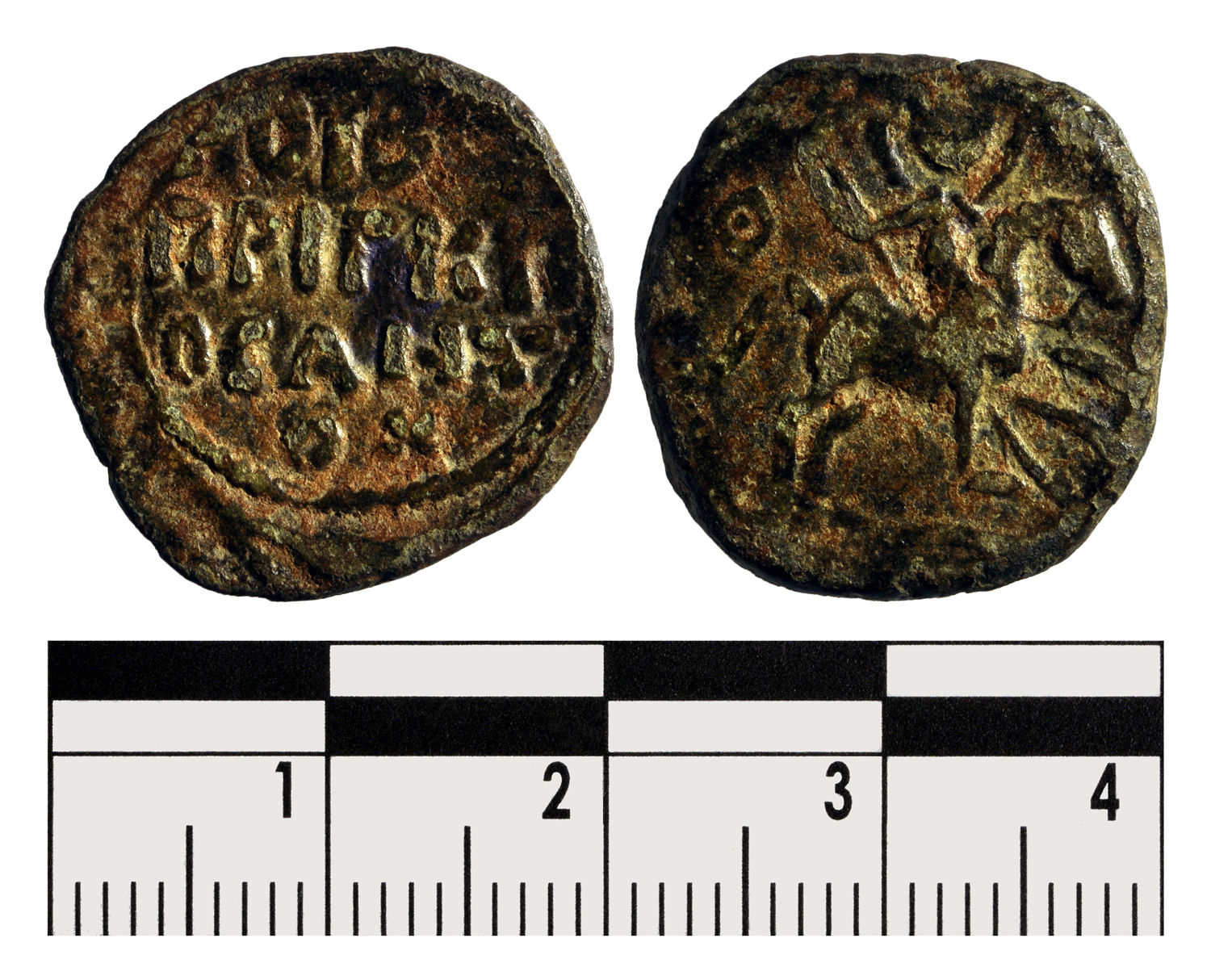
عملة نحاسية لروجر سلرنو صدرت في عهده (1112-1119). يشير استخدام النحاس إلى أن التأثير البيزنطي استمر على إمارة أنطاكية في هذا الوقت. تتميز العملة أيضًا بكونها تحمل إحدى أقدم صور القديس جورج والتنين على عملة معدنية.

النوع الأول يحمل صورة والدة الإله أورانس واقفة على ارتفاع كامل. النوع الثاني يحمل صورة معجزة القديس جرجس والتنين. من المحتمل جدًا أنه تم سكه بعد انتصار روجر في معركة تل دانيث. كان الأمير روجر في الواقع أول حاكم في العالم المسيحي يصور معجزة القديس جرجس والتنين على عملته المعدنية.